# Taragon
Taragon è un EP realizzato dal gruppo musicale Power metal tedesco Freedom Call e pubblicato nel 1999.

## Tracce
1. Warriors of Light – 4:11
2. Dancing with Tears in My Eyes (Ultravox Cover) – 3:52
3. Heart of the Brave – 5:16
4. Kingdom Come (EP Version) – 4:54
5. Tears of Taragon (Story Version) – 9:50

## Formazione
- Chris Bay – voce, chitarra, tastiera
- Sascha Gerstner – chitarra
- Ilker Ersin – basso
- Dan Zimmermann – batteria
- Biff Byford (ospite) – narratore